# EHC Veltheim
Der EHC Veltheim war ein Eishockeyverein aus dem Winterthurer Stadtkreis Veltheim und ehemaliger Teilnehmer der Serie A, der damals dritthöchsten Liga der Schweiz.
Der Verein existierte von 1933 bis zu seiner Fusion mit dem EHC Winterthur 1963.

## Geschichte
Gegründet wurde der EHC Veltheim 1933. Das erste Spiel gegen den Lokalrivalen EHC Winterthur gewann der Verein dann auch. Der Verein war regelmässiger Teilnehmer an der dritthöchsten Liga und platzierte sich dort regelmässig in den vorderen Rängen. 1947 spielte mit Walter Dürst während seiner Ausbildung in Winterthur sogar ein bekannter internationaler Name beim EHC Veltheim mit. Am nächsten an den Aufstieg kam man 1956, jedoch musste man sich im entscheidenden Spiel zuhause auf dem Schützenweiher vor 1'200 Zuschauern mit 1:2 gegen den favorisierten HC Servette Genf geschlagen geben, der damit erstmals in die Nationalliga B aufstieg.
Der Bau der Eisbahn Zelgli 1957 veränderte die Situation mit den verfügbaren Eisflächen in der Stadt. Das erste Spiel im neuen Stadion bestritt der EHC Veltheim mit dem Cupspiel gegen den NLB-Verein EHC Kleinhüningen am 17. Dezember 1957, auch wenn die offizielle Eröffnung erst im neuen Jahr war mit einem Spiel gegen den EHC Lugano vor 3'600 Zuschauern, das die Mannschaft ebenfalls verlor. Doch der Bau des Zelgli verbesserte die Situation der Veltemer nicht unbedingt. Den Veltheimern wurden gegenüber dem EHC Winterthur schlechtere Trainingszeiten und weniger Eisfläche zugeteilt, sodass unter Führung des langjährigen Präsidenten Konrad Hagenbucher Pläne für ein eigenes Eishockeystadion mit Curlingbahn im hinteren Teil des heutigen Campingplatzes ausgearbeitet wurden. Diese Pläne scheiterten jedoch an den Finanzen, ein solches Vorhaben hätte Millionen gekostet.
Gleichzeitig stieg auch seitens der Zelgli-Betreiber der Fusionsdruck mit dem EHC Winterthur, dem man jedoch seitens Veltheim kritisch gegenüberstand, war man doch die meiste Zeit besser als der EHC Winterthur platziert. Die angedachte Fusion 1962 wurde seitens des EHC Winterthur noch abgelehnt, da dieser sich am grünen Tisch eine Saison länger in der NLB halten konnte, ein Jahr später war jedoch auch dieses Hindernis mit dem Abstieg des Stadtklubs ausgeräumt. Am 30. Mai 1963 fusionierten der EHC Winterthur und der EHC Veltheim zum Nachfolgeverein Rot-Weiss Winterthur. Für den Fall einer Trennung hat der EHCV sein Vereinsvermögen noch für 5 Jahre gesperrt, bevor Rot-Weiss Winterthur darauf Zugriff hatte.

## Spielfeld
Der Verein spielte üblicherweise auf dem Schützenweiher auf dem Rosenberg, aber auch während zwei Saisons in Winterthur auf den Tennisplätzen der damaligen Tennisabteilung des FC Winterthur (heute TC Schützenwiese). In der ersten Vorbereitungsphase benutzte man jeweils auch noch den Mittleren Teuchelweiher, der aufgrund seiner Grösse vor dem Schützenweiher gefror. Je nach Winterdauer musste dann auch die Saison in kürzerer Zeit durchgeführt werden.
Erst mit dem Bau der Eisbahn Zelgli 1957 spielte der Club in einem richtigen Stadion.